# Desirée Lenz
Desirée Lenz (* 16. Dezember 1984) ist eine ehemalige deutsche Fußballspielerin. Die Abwehrspielerin stand zuletzt beim Zweitligisten Herforder SV unter Vertrag.

## Karriere
Lenz begann ihre Laufbahn beim SC Verl und spielte später beim FC Gütersloh 2000 in der 2. Bundesliga. 2008 wechselte sie zum Bundesligaaufsteiger Herforder SV. Am 7. September 2008 kam sie zu ihrem ersten Bundesligaeinsatz. Nach dem erneuten Aufstieg in die Bundesliga im Jahre 2014 beendete sie ihre Karriere.

## Erfolge
- Aufstieg in die Bundesliga 2010, 2014